# Berghamn (Houtskär)
Berghamn ou Storlandet est une île de l'archipel finlandais à Pargas en Finlande.

## Géographie
Berghamn est à environ 62 kilomètres au sud-ouest de Turku.
La superficie de l'île est de 2,4 kilomètres carrés et sa plus grande longueur est de 2,4 kilomètres dans la direction nord-sud. 
L'île s'élève à environ 50 mètres mètres d'altitude,.
Berghamn fait partie du parc national de l'archipel.
Le M/S Fiskö dessert Berghamn à partir de Korppoo.
Autour de Berghamn, il y a plusieurs îles qui font partie au village de Berghamn. 
Les plus grands d'entre elee sont Röst, Luk, Roskär et Hamnholm. 
La population du village est concentrée dans la partie sud de Berghamn et Luk, entre lesquelles se trouve un détroit appelé Fladan.